# Matthias Weiß (Fußballspieler)

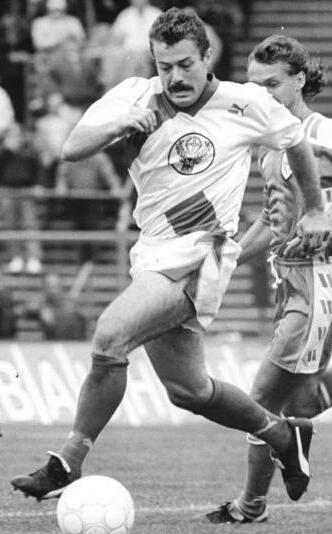
Matthias Weiß im Jahr 1990

Matthias Weiß (* 2. Juni 1961) ist ein ehemaliger deutscher Fußballspieler, der in den 1980er-Jahren für Chemie Leipzig, Wismut Aue und den 1. FC Magdeburg in der DDR-Oberliga, der höchsten Liga im DDR-Fußball, aktiv war. 

## Sportliche Laufbahn
Bevor Matthias Weiß in den höherklassigen Fußball einstieg, spielte er mit der Betriebssportgemeinschaft (BSG) Chemie Velten in der drittklassigen Bezirksliga Potsdam. Mit Beginn der Saison 1980/81 wechselte der 19-Jährige zur BSG Stahl Hennigsdorf, die in der zweitklassigen DDR-Liga spielte. Mit 21 Einsätzen in den 22 Ligaspielen etablierte sich Weiß als Stammspieler, dabei wurde er hauptsächlich im Angriff aufgeboten und kam zu vier Torerfolgen. 
Beim Start in die Saison 1981/82 musste der DDR-Ligist Chemie Leipzig seinen bisher erfolgreichen Stürmer Frank Teubel ersetzen, der zum Wehrdienst eingezogen worden war. An seine Stelle trat Matthias Weiß, der sich mit 20 Ligaspielen und drei Toren mühelos in die Mannschaft einfügte. In der Spielzeit 1982/83 war er mit 19 Punktspielen und erneut drei Toren am Staffelsieg der Leipziger beteiligt. In der anschließenden Aufstiegsrunde wurde Weiß in sechs der acht Spiele eingesetzt, in denen sich die Chemiker den Aufstieg in die Oberliga sicherten. Nach drei Spielen in seiner ersten Oberligasaison als Stürmer 1983/84 wurde Weiß in die Abwehr beordert, in der er bis zum Saisonende weitere achtzehn Oberligaspiele bestritt. Sein erstes Oberligator erzielte er im 21. Punktspiel beim 1:1 im Heimspiel gegen den FC Vorwärts Frankfurt. Weiß wurde auch in den beiden Entscheidungsspielen über den Abstieg gegen den torgleichen 1. FC Union Berlin eingesetzt, nun wieder als Stürmer. Beim 2:1-Rückspielsieg, der den Klassenerhalt sicherte, glich Weiß das Führungstor der Berliner aus. 1985/86 bestritt er seine zweite Spielzeit in der Oberliga, in der er weiterhin die meisten Spiele als Stürmer absolvierte. Wie die gesamte Mannschaft war er mit zwei Treffern nicht torgefährlich genug, um wieder den Klassenerhalt zu sichern. Mit nur 17 erzielten Toren musste Chemie Leipzig nach zwei Spielzeiten wieder aus der Oberliga absteigen. Zur DDR-Liga-Saison 1985/86 gab es bei Chemie Leipzig mit Manfred Fuchs einen neuen Trainer. Dieser beorderte Weiß ins zentrale Mittelfeld, wo er ihn in den 17 Spielen der Hinrunde kontinuierlich 16-mal einsetzte. 
In der Winterpause wechselte Matthias Weiß zurück in die Oberliga, wo er sich der BSG Wismut Aue anschloss. Dort glänzte er bereits bei seinem ersten Punktspieleinsatz, als er von der fuwo als bester Akteur des Spiels erwähnt wurde. Er kam als Mittelfeldspieler zum Einsatz und bestritt als solcher in der Regel auch die restlichen zwölf Oberligaspiele der Saison. Bei seinem vierten Einsatz erzielte er auch sein erstes Punktspieltor für die Erzgebirgler. In den Spielzeiten 1986/87 und 1987/88 hatte Weiß bei Wismut Aue mit 24 (ein Tor) bzw. 21 (zwei Tore) Einsätzen einen Stammplatz sicher und wurde weiterhin hauptsächlich im Mittelfeld eingesetzt. Für die Saison 1987/88 hatte sich Wismut Aue für den UEFA-Pokal-Wettbewerb qualifiziert, schied jedoch schon in der 2. Runde überraschend gegen Albaniens Vertreter KS Flamurtari Vlora mit 1:0 und 0:2 aus. Weiß war in allen vier Spielen dabei und erzielte in der 1. Runde gegen Islands Valur Reykjavík beim 1:1 im Rückspiel das Tor für Aue. 
Zur Saison 1988/89 kehrte Weiß wieder zur BSG Chemie Leipzig zurück, die bereits seit drei Spielzeiten in der DDR-Liga spielte. Dort musste neben anderen Spielern der bisherige etatmäßige Stürmer Jörg Dämmrich ersetzt werden. So setzte Trainer Horst Slaby den bisherigen Mittelfeldspieler im Angriff ein, wo Weiß bis zum 24. Spieltag regelmäßig in der Startelf stand. In den restlichen zehn Ligaspielen kam Weiß nur noch einmal zum Einsatz, konnte aber zum Schluss auf fünf Ligatore verweisen. Auch für die Saison 1989/90 plante der neue Trainer Wolfgang Müller wieder mit Weiß als Stürmer und setzte ihn bis zum 8. Spieltag regelmäßig ein. Dies war das letzte Pflichtspiel von Weiß für Chemie Leipzig, erst gegen Saisonende wirkte er noch einmal für acht Minuten in einem Freundschaftsspiel gegen Hannover 96 mit. 
In der Spielzeit 1990/91 stand Weiß im Kader des Oberligisten 1. FC Magdeburg. Vom 3. bis zum 6. Spieltag gab er ein kurzes Gastspiel, stand zwar in den vier Oberligaspielen stets in der Startelf, bestritt aber nur eine Begegnung über 90 Minuten. Zu Torerfolgen kam er nicht. 
Anschließend beendete Matthias Weiß 30-jährig seine Laufbahn als Leistungsfußballer. Er schloss sich als Freizeitkicker dem Leipziger Kreisklassenvertreter TuS Leutzsch an, dem er später zum Aufstieg in die Bezirksklasse verhalf. 